# Кубок румунської ліги з футболу
Кубок румунської ліги з футболу (рум. Cupa Ligii) — кубок, в якому грають клуби Ліги I. Неофіційні розіграші, що мали товариський характер, проводились у 1998 і 2000 роках, а з сезону 2014 -2015 року проводився офіційно. Переможець кубка не отримував права грати в єврокубках, але отримував грошову винагороду. Турнірна сітка була складена за системою «плей-оф». У 2017 році турнір був скасований.

## Переможці
| Клуб                | Перемог | Фіналів | Сезони перемог |
| ------------------- | ------- | ------- | -------------- |
| «Стяуа»             | 2       | 2       | 2015, 2016     |
| «Динамо» (Бухарест) | 1       | 1       | 2017           |
| «Бакеу»             | 1*      | 2       | 1998           |
| «Глорія (Бистриця)» | 1*      | 1       | 2000           |

* - неофіційні розіграші